# Ateuchus carbonarius
Ateuchus carbonarius е вид твърдокрило насекомо от семейство Листороги бръмбари (Scarabaeidae). Видът не е застрашен от изчезване.

## Разпространение
Разпространен е в Аржентина (Мисионес) и Бразилия (Минас Жерайс, Парана, Рио де Жанейро и Сао Пауло).